# 드루 로이
드루 로이(Drew Roy, 1986년 5월 16일 ~ )는 미국의 배우이다.

## 출연 작품
- O.J. 심슨 사건 파일 (2020)
- 슈거 마운틴 (2016)
- 폴링 스카이 시즌5 (2015)
- 폴링 스카이 시즌4 (2014)
- 폴링 스카이 시즌3 (2013)
- 폴링 스카이 시즌2 (2012)
- 폴링 스카이 시즌1 (2011)
- 코스타리칸 썸머 (2010)
- 세크리테어리엇 (2010)
- 블링크 (2007)
- 그릭 1 (2007)
- 아이칼리 시즌1 (2007)
- 한나 몬타나 (2006)